# Mainzer Eisenbahntunnel
| Bahnhof mit S-Bahn-Halt · Bahnhof mit S-Bahn-Halt | 0,0 | Mainz Hauptbahnhof                | Mainz Hauptbahnhof                |
| Tunnelanfang · Tunnel                             |     | Tunnel Mainz Hauptbahnhof (655 m) | Tunnel Mainz Hauptbahnhof (655 m) |
| Strecke (im Tunnel) · Strecke                     |     | Neuer Mainzer Tunnel (1297 m)     | Neuer Mainzer Tunnel (1297 m)     |
| Tunnelende · Tunnel                               |     | Tunnel Mainz Süd (240 m)          | Tunnel Mainz Süd (240 m)          |
| Bahnhof mit S-Bahn-Halt · Bahnhof mit S-Bahn-Halt | 1,8 | Bahnhof Mainz Römisches Theater   | Bahnhof Mainz Römisches Theater   |

| Bahnhof | 0,0 | Mainz Hauptbahnhof            | Mainz Hauptbahnhof |
| Tunnel  |     | nördlicher Tunnelteil (655 m) | Kupferbergterrasse |
| Strecke |     | ehem. Tunnelabschnitt         | ehem. Eisgrub      |
| Tunnel  |     | südlicher Tunnelteil (240 m)  | Zitadelle Mainz    |
| Bahnhof | 1,8 | Mainz Südbahnhof              | Mainz Südbahnhof   |

| Bahnhof             | 0,0 | Mainz Centralbahnhof          | Mainz Centralbahnhof          |
| Tunnelanfang        |     | nördliches Portal             | nördliches Portal             |
| Strecke (im Tunnel) |     | Alter Mainzer Tunnel (1196 m) | Alter Mainzer Tunnel (1196 m) |
| Tunnelende          |     | südliches Portal              | südliches Portal              |
| Bahnhof             | 1,8 | Bahnhof Mainz-Neuthor         | Bahnhof Mainz-Neuthor         |

Die Mainzer Eisenbahntunnel ermöglichen die Einfahrt in den Mainzer Hauptbahnhof von Süden her unter dem Kästrich.

## Beschreibung und Eisenbahntechnik
Die Mainzer Tunnel sind seit September 2010 eine viergleisige, elektrifizierte Anlage, sie bestehen aus insgesamt drei Einzeltunneln:
- Tunnel Mainz Hauptbahnhof: 655 Meter
- Tunnel Mainz Süd: 240 Meter
- Neuer Mainzer Tunnel: 1297 Meter

Der Tunnel Mainz Hauptbahnhof (Nordportal bei 49° 59′ 53″ N, 8° 15′ 41″ O) und der Tunnel Mainz Süd (Westportal bei 49° 59′ 39″ N, 8° 16′ 18″ O) folgen aufeinander und befinden sich östlich bzw. nördlich vom parallel verlaufenden Neuen Mainzer Tunnel (Nordportal bei 49° 59′ 53″ N, 8° 15′ 40″ O).
Die Tunnel Mainz Hauptbahnhof und Mainz Süd sowie der Neue Mainzer Tunnel führen die beiden zweigleisigen Strecken zwischen dem Bahnhof Mainz Römisches Theater (bis Dezember 2006: Mainz Süd) und dem Bahnhof Mainz Hbf: Die Rhein-Main-Bahn Richtung Frankfurt am Main (Streckennummer: 3520) als innere Gleise und die Bahnstrecke nach Ludwigshafen (Streckennummer: 3522) als äußere Gleise. Im Bahnhof Mainz Römisches Theater ist in beiden Fahrtrichtungen noch ein Wechsel zwischen den Strecken möglich.
Am südöstlichen Portal des Neuen Mainzer Tunnels befindet sich an beiden Gleisen ein Kilometrierungssprung zum Ausgleichen der unterschiedlichen Streckenlänge. Am inneren Gleis entspricht Kilometer 1,6+209,4 Kilometer 1,7+73,8 (Überlänge von 35,6 m), am äußeren Kilometer 1,6+211,8 Kilometer 1,7+73,9 (Überlänge von 37,9 m).
Im Neuen Mainzer Tunnel besteht ein Begegnungsverbot von Reise- und Güterzügen, das auch für Parallelfahrten gilt. In den alten Tunneln sind derartige Begegnungen nur fahrplanmäßig auszuschließen. Parallele Fahrten von Personen- und Güterzügen sind in beiden Tunneln auszuschließen. Aufgrund dieser Beschränkungen gelten die Tunnel, insbesondere im Güterverkehr, als ein Engpass zwischen dem Rhein-Main- und Rhein-Neckar-Gebiet. Während der „Generalsanierung“ der Riedbahn (2024) wurden Zeitfenster definiert, in denen kein Personenverkehr durch die Tunnel fahren soll, um ausreichend umgeleitete Güterzüge durch den Knoten Mainz führen zu können.
Im Mainzer Tunnel gibt es vier Gleise, die für den Richtungsbetrieb angeordnet sind. Die beiden äußeren Gleise werden als Rheinstrecke bezeichnet, das innere Gleispaar als Mainstrecke. Alle vier Gleise können im Gleiswechselbetrieb befahren werden.

## Geschichte
Die ursprünglichen Mainzer Eisenbahnanlagen aus der Mitte des 19. Jahrhunderts befanden sich am Rheinufer, eingezwängt zwischen Stadt und Fluss. Der Raum am Rheinufer war sehr begrenzt und ließ eine Erweiterung nicht zu. Im Laufe des 19. Jahrhunderts erhöhte sich das Fahrgastaufkommen ständig.
Die Interessen der Entwicklung von Bahn, Stadt und Uferbereich erforderten eine Verlegung der Anlagen. Stadtbaumeister Eduard Kreyßig schlug 1873 vor, den Bahnhof auf die Westseite der Stadt zu verlegen.

### Bau des alten Mainzer Tunnels

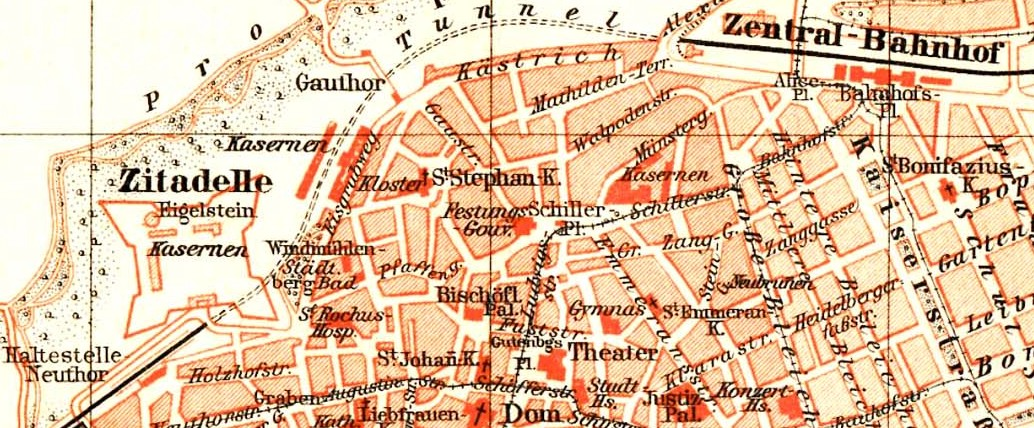
Kartenausschnitt mit dem Tunnel von 1898

Um das Projekt am vorgesehenen Ort zu realisieren, mussten die Zufahrtsgleise in einem großen Bogen westlich um die Stadt geführt werden. Dazu war auch ein 1196 Meter langer Tunnel unter der Zitadelle erforderlich. Er wurde 1876 begonnen und 1884 zusammen mit dem neuen Centralbahnhof in Betrieb genommen. Diese ursprüngliche Anlage wurde über fünf Rauchschächte entlüftet.

### Teilung des alten Mainzer Tunnels

Arbeiten zum Schlitzen des Tunnels – Durchfahrt des Luxus-Zuges „Rheingold“

Der Tunnel Mainz Hauptbahnhof und der Tunnel Mainz Süd sind die Reste des 1876–1884 gebauten durchgehenden Tunnels, der 1932 bis 1935 im Bereich Eisgrub auf einer Länge von 300 Metern „geschlitzt“, also zur Oberfläche hin geöffnet wurde. Aus dem knapp 1,2 Kilometer langen Tunnel wurden zwei kurze Tunnel.
Möglich wurde das, weil die Festung Mainz am 18. März 1904 durch eine Kaiserliche Kabinettsordre aufgelassen worden war und in der Folge die militärischen Anlagen, die sich über dem Tunnel befanden und in den 1880er Jahren eine entsprechende bauliche Lösung verhindert hatten, aufgegeben worden waren.
Erforderlich erschien die Maßnahme, weil bei einer Frequenz von etwa 240 Durchfahrten von Dampflokomotiven pro Tag das ursprüngliche Entlüftungssystem nicht mehr ausreichte. Diese Rauchgasbelastung war nicht nur für Reisende und Personal äußerst lästig, sondern schädigte auch Oberbau und Mauerwerk des Tunnels erheblich. Das Problem spielte auch bei dem Eisenbahnunfall von Mainz 1924 eine Rolle.
Am 19. Juli 1932 wurde mit den Arbeiten begonnen. Ab 2. Oktober 1932 fand eine nächtliche Teilsperrung mit umfangreichen Umleitungen im Zugverkehr statt. Die Baugrube war 29 Meter tief. 350.000 Kubikmeter Aushub wurden entnommen. Der Aushub der Schlitzung wurde zum Rodelberg bei der heutigen Berliner Siedlung in Mainz-Oberstadt. Auch die alten Entlüftungsschächte konnten nun aufgegeben werden. Bei den Arbeiten wurde ein römisches Militärbad aus der Zeit von 70 n. Chr. entdeckt. Des Weiteren wurde an dem Einschnitt eine Bergungszufahrt für die Feuerwehr und eine Treppenanlage für die Selbstrettung eingerichtet. Das Projekt kostete 2 Mio. Reichsmark. Im April 1934 waren die Arbeiten beendet.
1934 wurde angeordnet, dass bei der Tunneldurchfahrt von Schnell- und Eilzügen, die mit elektrischer Beleuchtung ausgestattet waren, diese auch einzuschalten sei.

### Bau des neuen Mainzer Tunnels

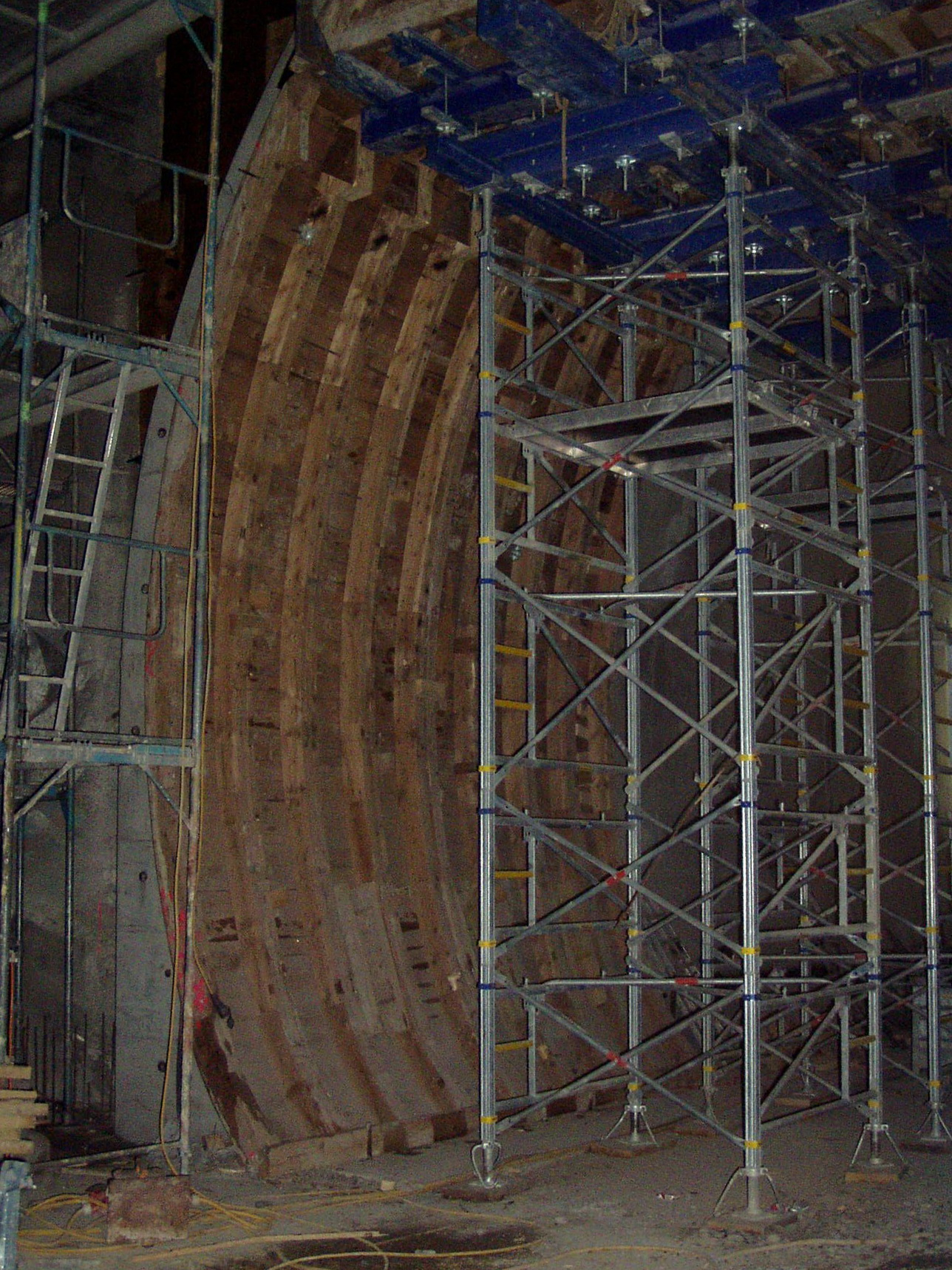
Portal des Südtunnels vom Einschnitt Eisgrub aus (4. Februar 2009)

Das bereits in den 1980er Jahren geplante Vorhaben war Teil der im Bundesverkehrswegeplan 1985 vorgesehenen Ausbaustrecke Mainz–Mannheim, mit der der im Zuge der Anbindung Wiesbadens an die Neubaustrecke Köln–Rhein/Main erwartete Mehrverkehr abgefahren werden sollte. Um 1990 wurde mit der Fertigstellung des Neuen Mainzer Tunnels für 1996 gerechnet.
Der Neue Mainzer Tunnel wurde ab 1998 parallel zu den bestehenden Tunneln angelegt, um den betrieblichen Engpass zwischen Mainz Süd und Mainz Hauptbahnhof zu beseitigen, der darin bestand, dass sich bis dahin die beiden aus südlicher und östlicher Richtung auf das südliche Tunnelportal zuführenden zweigleisigen Hauptstrecken am westlichen Bahnhofsende von Mainz Süd auf zwei Gleise beschränken mussten.
Die im Sommer 1998 begonnenen Bauarbeiten sollten 2001 abgeschlossen und 85 Millionen DM kosten (nach heutigem Geldwert etwa 67 Millionen Euro), die vom Bund getragen werden sollten. Aufgrund der Lage im Stadtgebiet wurden die rund 170.000 Kubikmeter Ausbruchsmassen im Baggervortrieb, ohne Sprengungen, ausgebrochen. Der Tunnelanschlag war am 7. Juli 1998 gefeiert worden. Die Tunnelpatenschaft hatte Gudrun Beutel, die Ehefrau von Jens Beutel, damals Mainzer Oberbürgermeister, übernommen. Während der Bauphase trug die Röhre dementsprechend den Namen Gudrun-Tunnel.
Am 25. Mai 2000 wurde der Durchschlag gefeiert. Insgesamt 75 Mineure trieben den Tunnel in Spritzbetonbauweise vor. Rund 170.000 Kubikmeter Überschussmassen wurden auf der Schiene abtransportiert.
Der Innenausbau (Feste Fahrbahn, Schienen, Oberleitung, Leit- und Sicherheitstechnik u. a.) fertiggestellten Röhre erfolgte 2002. Der Tunnel wurde 2004 in Betrieb genommen. In Höhe des Eisgrubdurchbruchs für den Alten Mainzer Tunnel befindet sich ein Notausgang bzw. ein Rettungszugang Lage.
Die erhöhte Leistungsfähigkeit wurde unter anderem auch daher benötigt, da 2016 der Gotthard-Basistunnel in der Schweiz eröffnet wurde und sich der Güterverkehr zwischen Nordsee und Mittelmeer auf 40 Millionen Tonnen nahezu verdoppeln soll.

### Sanierung der alten Tunnel

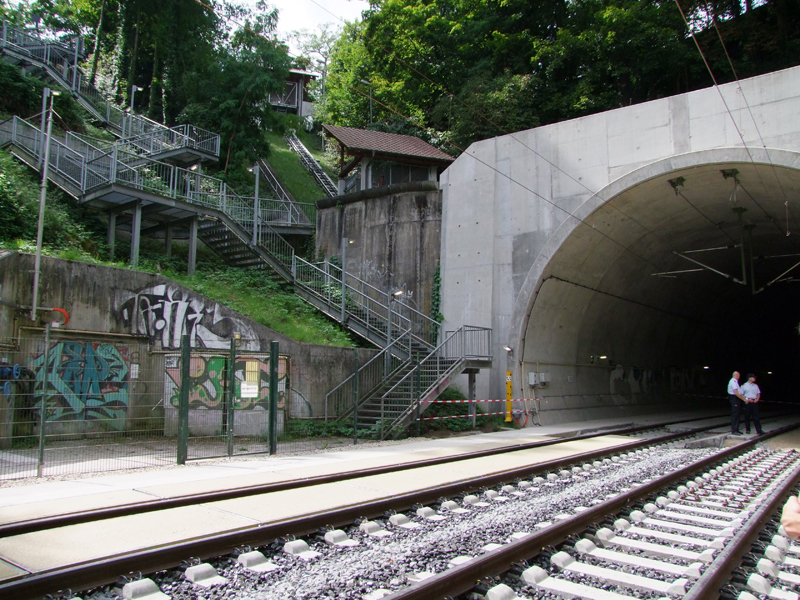
Südportal des Tunnels Mainz Hauptbahnhof am Eisgrubeinschnitt mit Rettungsweg

Seit dem Frühjahr 2007 waren die Gleisanlagen für den alleinigen Betrieb des Neuen Mainzer Tunnels umgebaut, da der Tunnel Mainz Hauptbahnhof und der  Tunnel Mainz Süd sowie das verbindende Zwischenstück saniert werden mussten. Die zeitweilige Außerbetriebnahme der Tunnel Mainz Hauptbahnhof und Tunnel Mainz Süd fand Mitte April 2007 statt.
Im Zuge der Arbeiten wurde der Querschnitt von 42 auf 74 Quadratmeter aufgeweitet.
Im Frühjahr 2009 waren die beiden Tunnel im Rohbau fertiggestellt, danach begann der Einbau der Gleise sowie der Signal- und Sicherungseinrichtungen.  Die beiden alten Mainzer Tunnel verfügen nun über eine feste Fahrbahn, und zwischen den Gleisen Platten, um die Tunnel zu Revisions- und Rettungszwecken auch mit Straßenfahrzeugen befahren zu können.
Am 30. August 2010 wurde der Tunnel, zunächst mit einem Gleis, in Betrieb genommen. Das zweite Gleis folgte am 6. September 2010. Der sanierte alte Tunnel wird nun als Tunnel Mainz Hauptbahnhof bezeichnet, der neue Tunnel unverändert als Neuer Mainzer Tunnel. Insgesamt wurden rund 70 Millionen Euro investiert.
Die nun viergleisige Streckenführung führte für die linke Rheinstrecke zu einer Entlastung des Güterverkehrs auf der Umgehungsbahn Mainz, da die meisten Güterzüge bisher den Tunnel meiden mussten. Die Güterzüge können jetzt direkt von der linken Rheinstrecke (inzwischen auch höhenfrei von der rechten Rheinstrecke) auf die Bahnstrecke Mainz–Ludwigshafen wechseln.

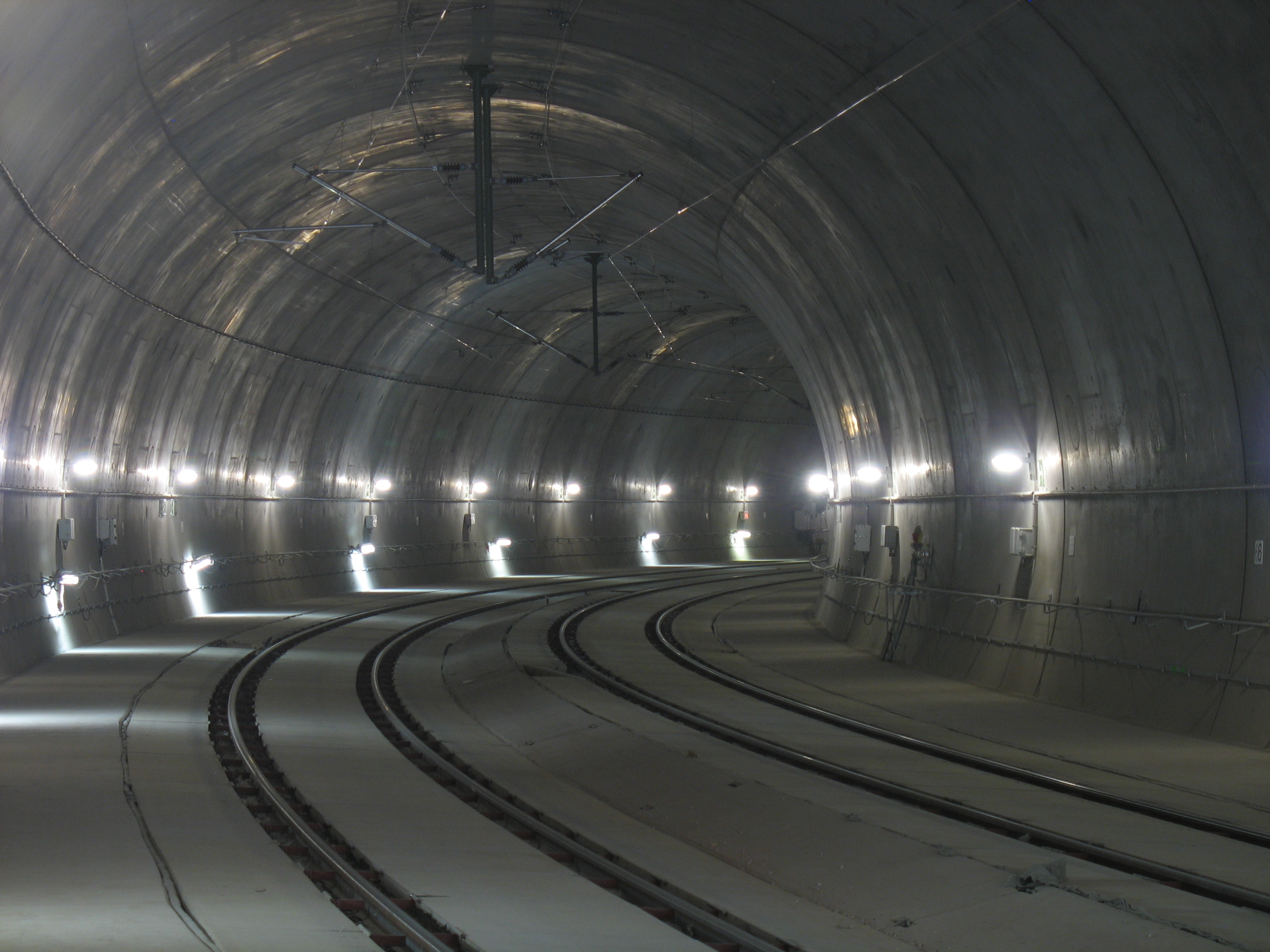
Tunnel Mainz Hauptbahnhof nach der Sanierung, Blickrichtung Hauptbahnhof
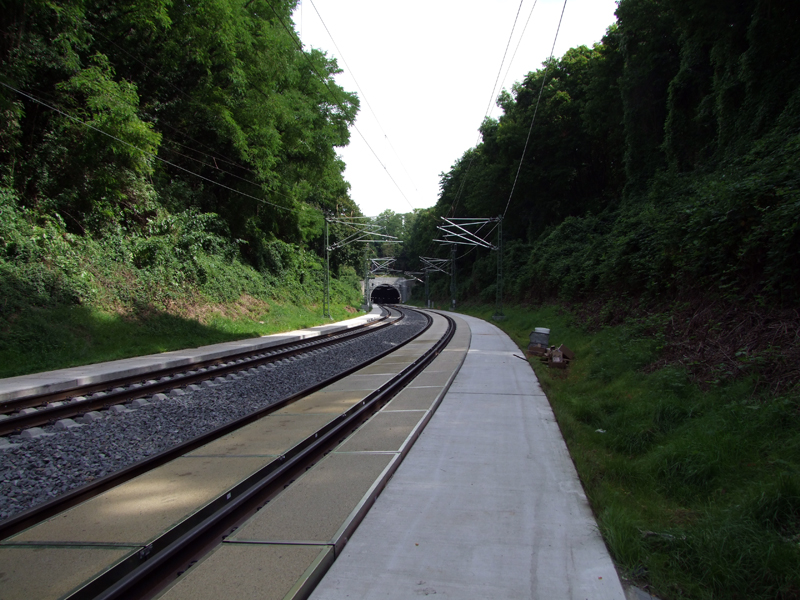
Eisgrub-Einschnitt, Blickrichtung Römisches Theater, rechtes Gleis mit Fester Fahrbahn ausgestattet
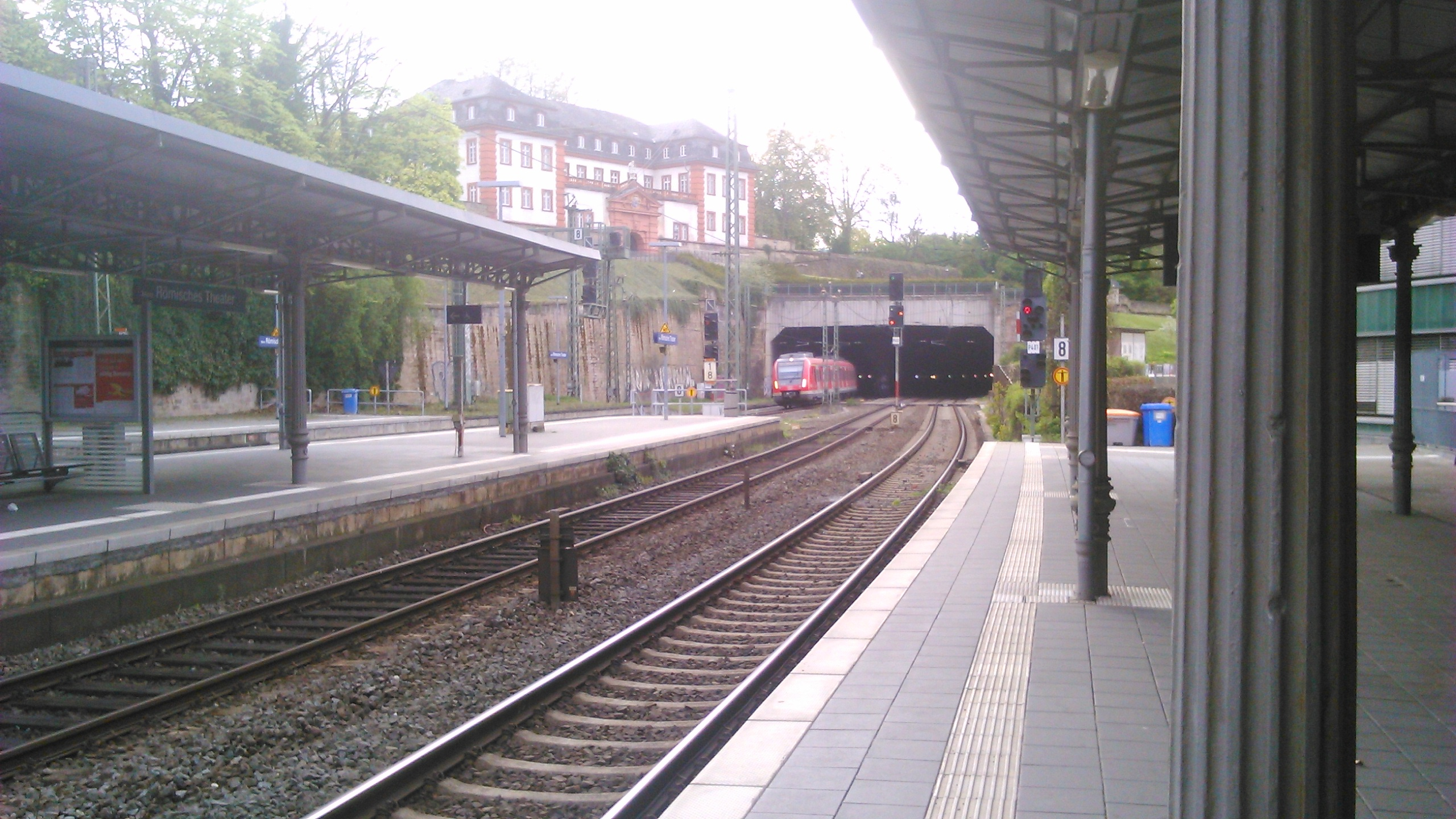
Mainzer Eisenbahntunnel, Einfahrt S-Bahn aus Richtung Mainz Hauptbahnhof nach Römisches Theater (2017)

### Besonderheiten
Bei den Baumaßnahmen zur Sicherung des Berges vor dem Ausbruch des größeren Profiles wurde in der Außenmauer der Zitadelle ein zugemauerter Gang entdeckt, der bislang unbekannt war. Dort sollte ein Anker zur Sicherung eingebracht werden, stattdessen tat sich ein Hohlraum auf. Während des Ausbruches des Tunnels wurde dieser Gang komplett mit Material verfüllt, damit durch das Auspressen des Gebirges zur Stabilisierung hier keine Schäden entstehen konnten. Nachdem der Tunnel im Rohbau fertiggestellt war, wurde die Füllung aus den Gängen wieder entfernt, um diese weiter untersuchen zu können.
In der damals für den Fahrzeugverkehr gesperrten Windmühlenstraße oberhalb des Tunnels beträgt die Überdeckung weniger als zwei Meter, dort konnte man in der aufgebrochenen Straße noch die Reste der Bewehrung erkennen, die im Zuge des Ausbruchs des Tunnels zur Sicherung des Gebirges im oberen Bereich des Tunnelsquerschnittes eingebracht wurde. Auf Grund dieser geringen Überdeckung waren auch besondere Überwachungsmaßnahmen für die Häuser, die sich unmittelbar über oder neben dem Tunnel befanden, notwendig.

### Bau zweier Rettungsstollen
Im September 2015 wurde mit dem Bau zweier Rettungsstollen begonnen, die 14 Monate später in Betrieb genommen wurden. In die Maßnahme wurden rund fünf Millionen Euro investiert.

## Unfälle
Am 1. Oktober 1924 hatte der Schnellzug D 670 im Tunnel eine Zwangsbremsung erhalten. Der nachfolgende P 682 fuhr auf den stehenden Zug auf. 14 Menschen starben, weitere wurden verletzt. Ursache für den Unfall war die Betriebsabwicklung durch den Regiebetrieb, der Streckenblock war nicht in Betrieb, und es wurde kein Rückmeldeverfahren durchgeführt.